# Kristin De Troyer
Kristin Mimi Lieve Leen De Troyer (* 26. Mai 1963 in Ninove) ist eine belgische Theologin und Hochschullehrerin.

## Leben
Das Studium der Philosophie, Religionswissenschaften, Theologie und Religionspädagogik schloss sie als BA Religionswissenschaften (Leuven 1983), BA Philosophie (Leuven 1984), BA Theologie (Leuven 1986), MA Religionswissenschaften (Leuven 1986), Diplom Religionspädagogik (Leuven 1986), MA Theologie (Leuven 1987) und Dr. theol. (Leiden 1997) ab. Von 1987 bis 1989 war sie wissenschaftliche Assistentin, Fachbereich Altes Testament, Katholische Universität Leuven. Von 1989 bis 1998 lehrte sie als Dozentin für Altes Testament, Katholisches Seminar Breda (1997–1998 Fachgruppenleiter). Von 1998 bis 2008 unterrichtete sie als Professorin für hebräische Bibel / Altes Testament an der Claremont School of Theology und Claremont Graduate University. Von 2008 bis 2015 war sie Professorin für Altes Testament / hebräische Bibel an der University of St Andrews. Seit 2010 ist sie Visiting Professor am St. Katherine College. 2010 und 2011 war sie Dozentin am Septuaginta-Unternehmen (Akademie der Wissenschaften zu Göttingen  & Theologikum, Universität Göttingen). Von 2013 bis 2015 war sie Dean of Arts & Divinity an der Universität St Andrews. Von 2015 bis 2019 war sie Präsidentin der European Society of Women in Theological Research. Seit 2015 ist sie Honorary Professor für Altes Testament an der Universität St Andrews und Professorin für Altes Testament in Salzburg.
Ihre Arbeitsschwerpunkte sind Septuaginta, Textgeschichte des Alten Testaments und griechische Bibelmanuskripte.